# Ле Казеле I (Козенца)
Ле Казеле I је насеље у Италији у округу Козенца, региону Калабрија.
Према процени из 2011. у насељу је живело 32 становника. Насеље се налази на надморској висини од 110 м.